# Douglas Haig
Pour les articles homonymes, voir Haig.
Douglas Haig (né à Édimbourg le 19 juin 1861 et mort à Londres le 29 janvier 1928), 1er comte Haig, est un maréchal britannique.
Lors de la Première Guerre mondiale, il est à la tête du Corps expéditionnaire britannique en France de 1915 jusqu'à l'armistice en 1918. À ce titre, il commande lors de la bataille de la Somme, la bataille la plus meurtrière de l'histoire britannique, la troisième bataille d'Ypres et l'offensive finale des Cent-Jours. Il est un des commandants les plus controversés de ce conflit.

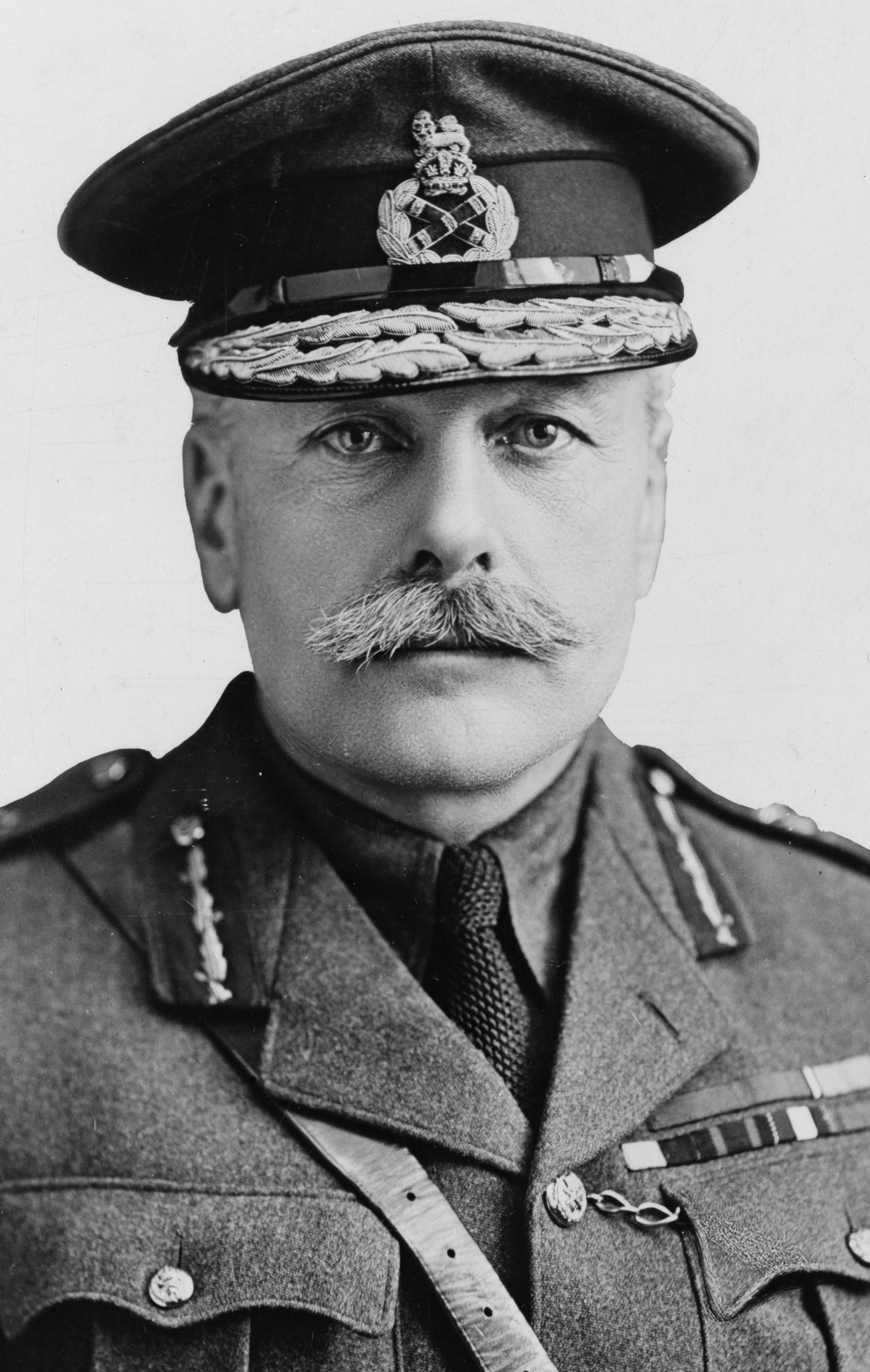
Maréchal Haig

## Biographie
Fils de Rachel et John Haig, un alcoolique irascible, propriétaire d'une distillerie familiale prospère, Douglas Haig devient orphelin dans sa dix-huitième année.
De son mariage avec Dorothy Maud Vivian (1879-1939) le 11 juillet 1905, Haig eut quatre enfants : Alexandra (1907), Victoria (1908), George (1918) et Irene (1919).
Douglas Haig a fait ses études au Clifton College puis au Brasenose College à Oxford (où il étudie la politique, l'histoire et la littérature française) et enfin à partir de 1884 à l'Académie royale militaire de Sandhurst où il passe moins d'un an pour ensuite s'enrôler dans le 7th Queen's Own Hussars où il est officier de cavalerie durant 9 ans, principalement en Inde mais aussi - lors de la campagne d'Omdurman (1897-1898) - au Soudan puis il prend part sous les ordres de Sir John French à la guerre des Boers (de 1899 à 1902).
Douglas Haig retourne en Inde en 1903 comme colonel et inspecteur général de la cavalerie. Promu major général, il retourne au Royaume-Uni pour travailler au Bureau de la Guerre (anglais : War Office) en 1906 comme directeur de l'instruction militaire. Douglas Haig contribue alors à la création du Corps expéditionnaire britannique (British Expeditionary Force), devant être déployé en cas de déclaration de guerre entre le Royaume-Uni et l'Allemagne.
En 1909, il est nommé chef d'état-major de l'armée indienne.

## Première Guerre mondiale
En 1914, il est promu lieutenant général et placé à la tête du 1er corps d'armée. À la suite du succès des batailles de Mons et d'Ypres, il est promu au rang de général et fait commandant en second des forces britanniques en France, ce qui le replace sous les ordres de Sir John French.
En décembre 1915, Douglas Haig devient commandant en chef des forces britanniques en France (BEF).
Il dirige plusieurs campagnes britanniques, dont la bataille de la Somme en 1916, lors de laquelle ses troupes perdent 420 000 hommes  pour finalement ne gagner que douze kilomètres en cinq mois. Il perd du crédit en étant un des grands responsables de ce 1er juillet 1916 que les médias appelèrent le « jour le plus sanglant pour l'armée britannique ». Mais Douglas Haig garde son sang-froid et ose imposer aux Allemands une véritable guerre d'usure qui permet de rendre plus difficile l'attaque allemande de Verdun. 
Il dirige également en Flandre occidentale la campagne de Passchendaele (troisième bataille d'Ypres, où se battent des Canadiens ) et Poelkapelle, et donne là encore l'image d'un général au commandement « inhumain », envoyant, à la manière du général Nivelle, les volontaires britanniques « à la boucherie » . Les pertes sont controversées mais tournent autour de 200 000 - 260 000 hommes. 
Le 20 novembre 1917 se déroule la bataille de Cambrai, une offensive inédite de 476 chars britanniques Mark IV, mais elle aboutit à la mort de 45 000 hommes dans chaque camp et aucun progrès véritable n'est réalisé.
Il représente les Britanniques à la conférence de Doullens, en mars 1918, qui confia le commandement unique des forces alliées à Foch. Avec le représentant américain, il exige et obtient que Pétain soit exclu de l'état-major interallié.
En 1917, il est promu field marshal.
Ses troupes contribuèrent en grande partie au succès des forces alliées après le dernier assaut des Allemands en 1918. Haig osa d'ailleurs un pari avant-gardiste lors de la bataille d'Amiens, en alliant infanterie et aviation sur un seul et même flanc d'attaque.

## Après la guerre

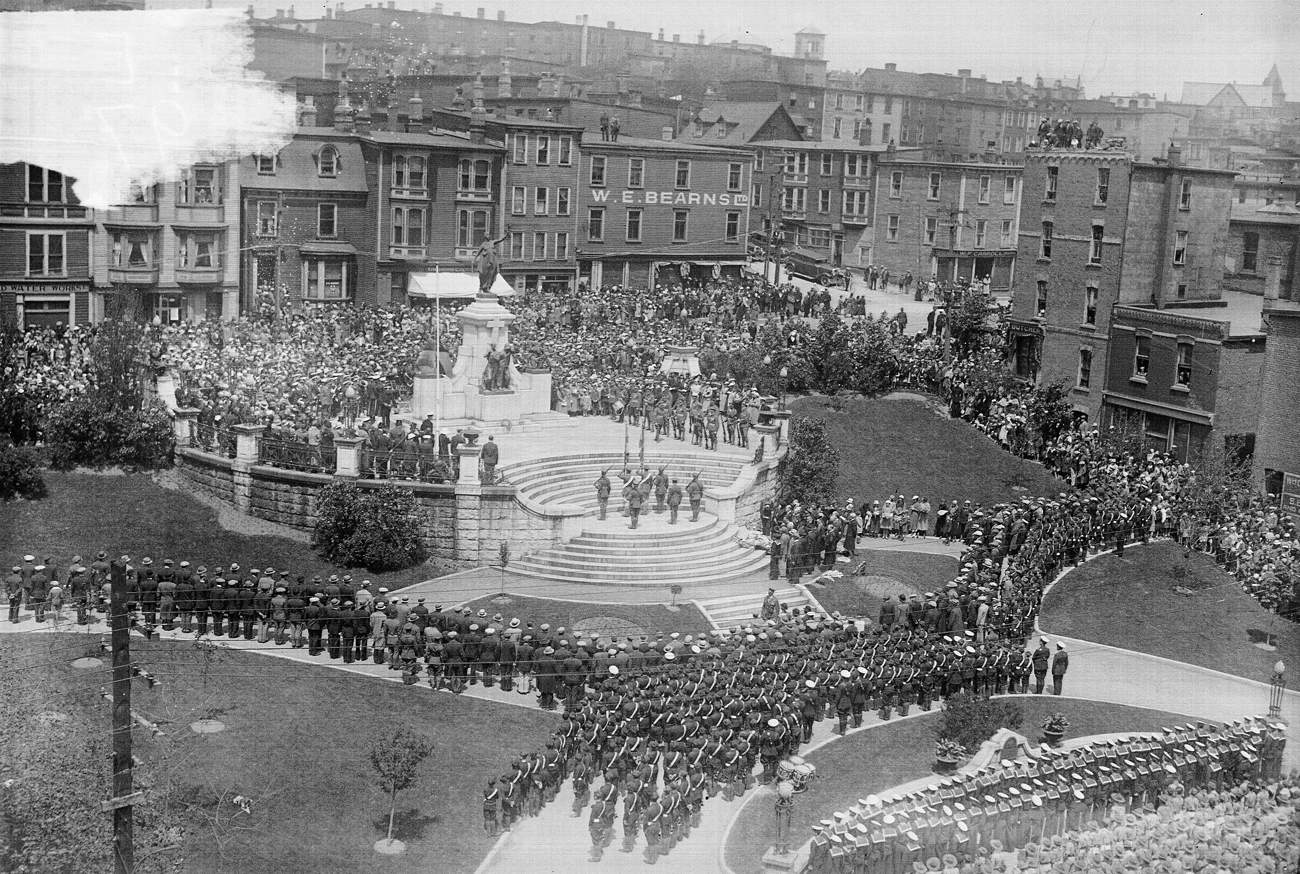
Le « Field Marshal » Haig inaugure le Mémorial national britannique de la Première Guerre mondiale à Saint-Jean de Terre-Neuve lors du Memorial Day, le 1 juillet 1924.

Douglas Haig est fait comte en 1919, puis « baron de Haig Bemersyde » en 1921, et il reçoit les remerciements des deux Chambres du Parlement.
Avant de rentrer en Angleterre, il assure le commandement des forces de l'intérieur de la Grande-Bretagne, en tant que commandant en chef. Il reste un peu en France, notamment au début de la reconstruction où Dunkerque reste sous contrôle anglais, et il y supervise les opérations de « désobusage » conduites dans le Nord du pays par plusieurs centaines voire milliers de démineurs anglais, assistés de prisonniers de guerre.
Il reste commandant en chef des armées jusqu'à sa retraite en 1921.
Après cessation de service actif, il se consacre aux anciens combattants, voyageant à travers l'Empire britannique pour défendre ou promouvoir leurs intérêts. Il a créé le Haig Fonds pour assister les anciens combattants et l'organisme de bienfaisance des Haig Homes (en), chargé de veiller au bon logement des anciens combattants. Ces deux organismes seront actifs longtemps après leur création.
Fervent amateur de golf, Haig était le capitaine du Royal and Ancient Golf Club of St Andrews (1920-21), club mondialement connu comme gardien des usages du golf.
Il a été impliqué dans la création de la Royal British Legion, dont il a été président jusqu'à sa mort.
Il a présidé les United Fund Services de 1921 à sa mort.
Il meurt au No 21 Prince's Gate, dans le quartier de Knightsbridge à Londres, 7 ans plus tard, en 1928 d'une crise cardiaque, à 66 ans. De grandioses obsèques nationales  sont organisées quelques jours plus tard,.

## Grades
- Lieutenant (février 1885)
- Capitaine (1891)
- Major (1899)
- Lieutenant-colonel (1901)
- Colonel (1903)
- Major général (1904)
- Lieutenant général (1910)
- Général (novembre 1914)
- Field Marshal (1er janvier 1917)

## Critiques
Douglas Haig fut très critiqué, à son époque, pour avoir bousculé les stratégies militaires : il fut le premier commandant d'offensive avec utilisation des chars de combat ; il décida de faire avancer les chars et de n'utiliser l'artillerie qu'au moment du contact et ensuite d'engager la cavalerie et l'aviation.
Haig a parfois été critiqué par des politiques, tel David Lloyd George, Premier Ministre britannique et des organes de presse écrite britanniques qui qualifieront le 1er juillet 1916 de "jour le plus sanglant pour l'armée britannique" , et par des historiens pour ce qui était perçu comme des massacres excessifs de troupes sous son commandement , ce qui lui a valu le surnom de « boucher de la Somme ».
Pendant la Première Guerre mondiale quelqu'un déclara à Winston Churchill, alors secrétaire d'État à la Guerre , que Haig était un chef d'état-major brillant ; Churchill lui répondit : « Il est brillant, oui, jusqu'en haut de ses bottes. »
D'autres, toutefois, lui accordent tous les honneurs, en se fondant sur le fait qu'il a fait au mieux étant donné les circonstances auxquelles il a dû faire face. Il lui a notamment fallu avancer la date de l'offensive de la Somme pour soulager les Français en péril à Verdun. Le général américain John Pershing a notamment parlé de Douglas Haig comme de « l'homme qui a gagné la guerre. »
De son côte, Haig, dans ses Carnets secrets (traduits en français en 1964) publiés par son fils est parfois très critique vis-à-vis de l’armée française. On y constate que Haig se méfiait de certains généraux français qu'il qualifiait d'« aubergistes bedonnants. »

## Statuaire

### Édimbourg
Une statue équestre du maréchal Douglas Haig est présente sur l'esplanade du château d'Édimbourg.

### Londres
Une statue équestre du maréchal Douglas Haig est présente dans la rue Whitehall à Londres, pas loin du cénotaphe.

### Montreuil-sur-Mer
Le grand quartier général britannique sous le commandement du maréchal Douglas Haig était localisé à Montreuil (dans les locaux de la caserne Duval, où se situe aujourd'hui le lycée Woillez), dans le Pas-de-Calais, qui lui dédia en 1931 une statue équestre réalisée par Paul Landowski. Le cheval aurait été réalisé selon le modèle du cheval du colonel Brécart, directeur de la cavalerie au ministère de la Guerre.
La statue de bronze inaugurée le 28 juin 1931 est restée neuf ans sur son socle avant d'être fondue par les troupes allemandes en 1940. Après guerre, une nouvelle statue a été refondue à partir du moule d'origine et disposée devant le théâtre le 25 juin 1950,.

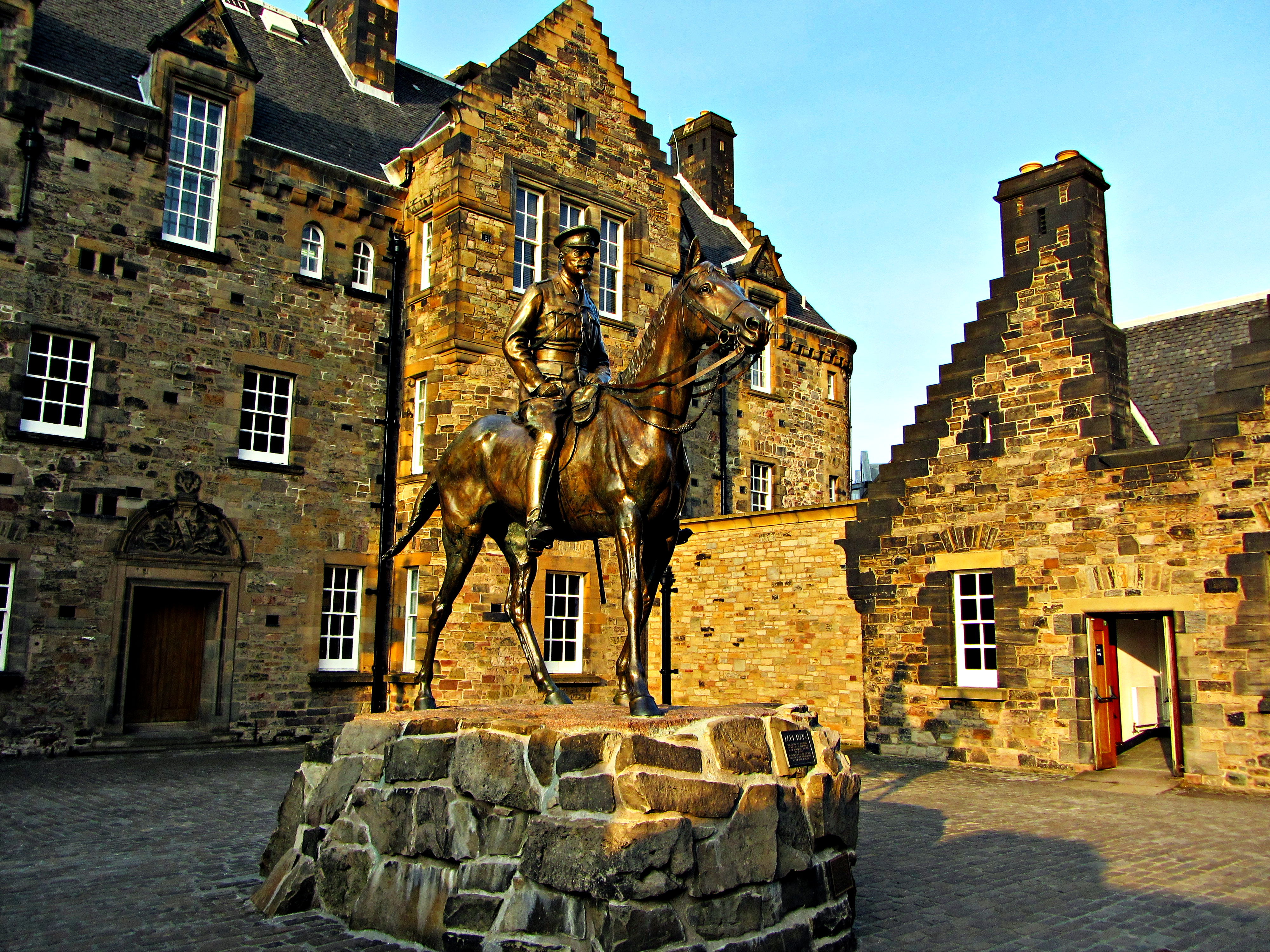
Édimbourg.
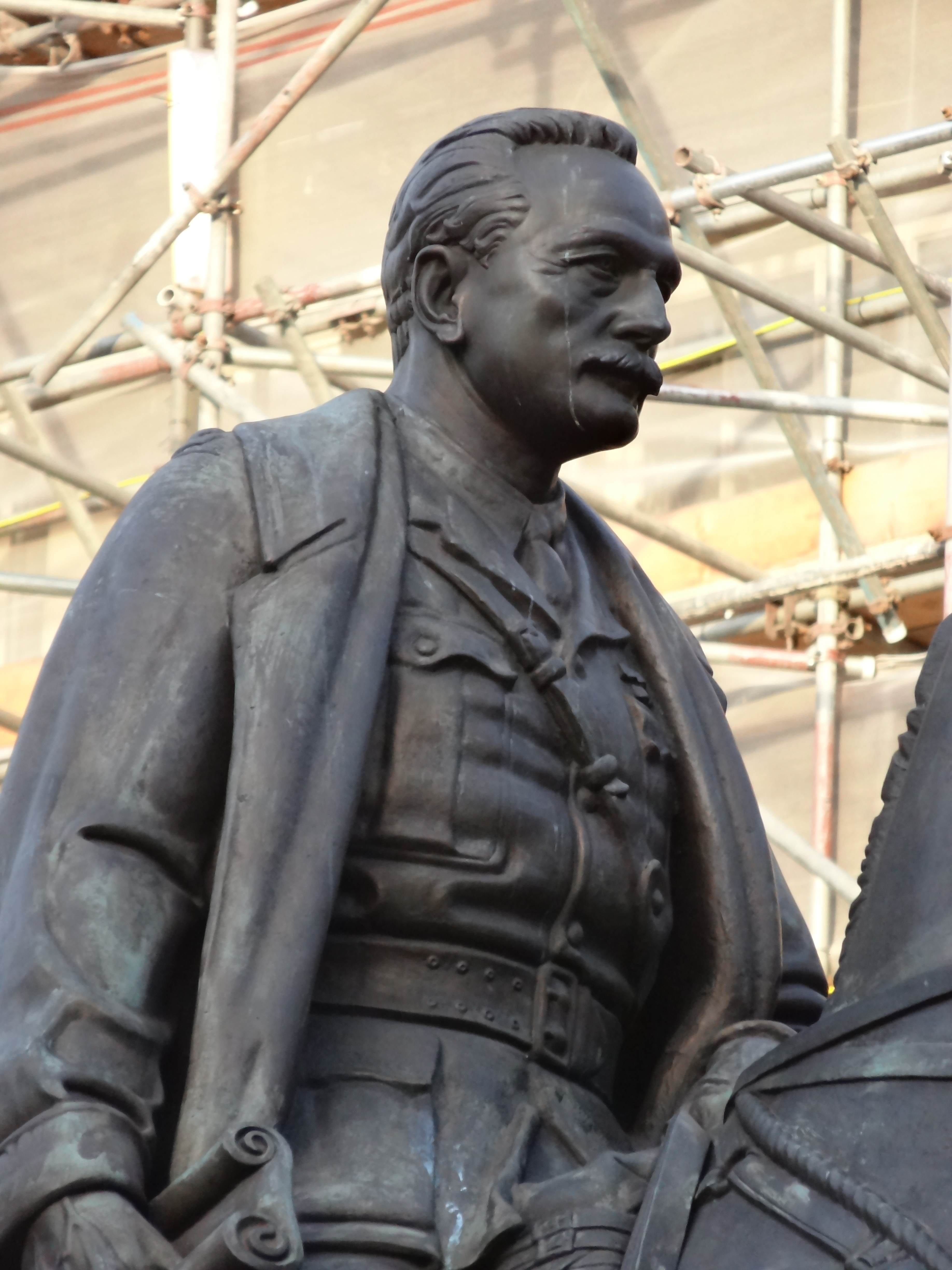
Londres.
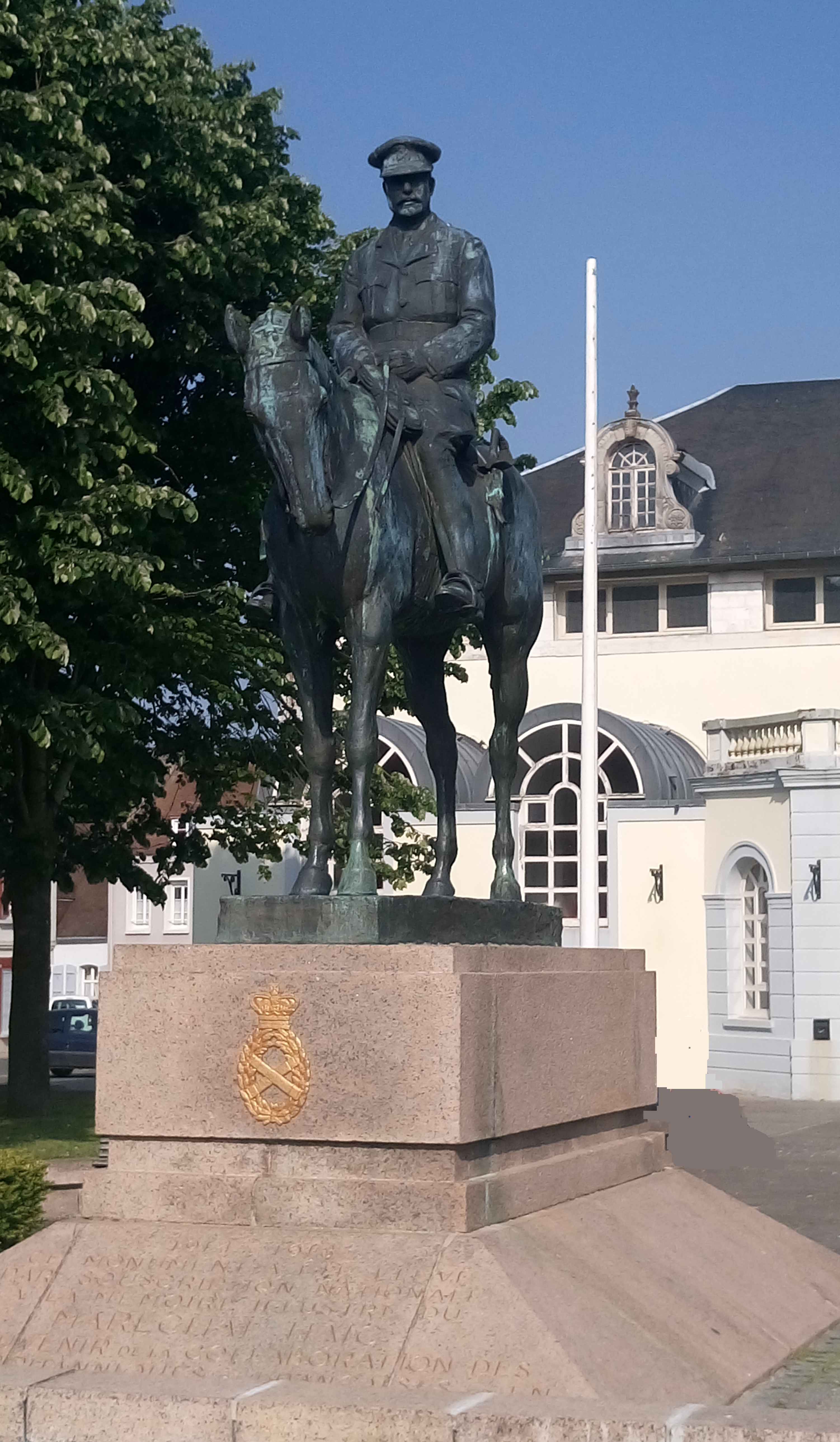
Montreuil.